# Pręcikowie

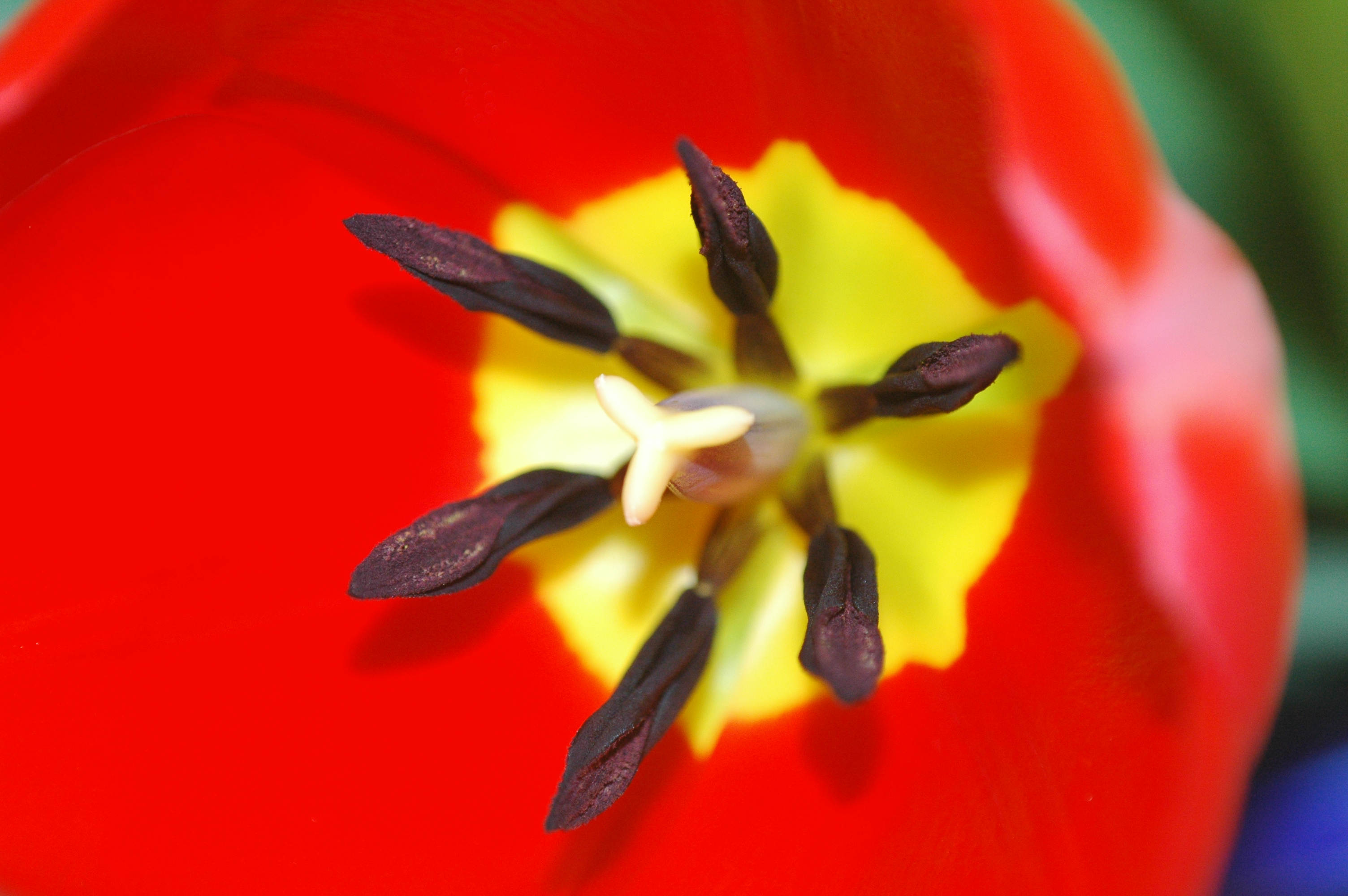
Pręcikowie tulipana między okwiatem i centralnie położonym słupkiem

Pręcikowie (gr. androeceum, andros oikia = męski dom) – ogół pręcików jednego kwiatu. Zwykle składa się z dwóch lub jednego okółka pręcików, ew. układ organów w pręcikowiu jest spiralny. Na zewnątrz pręcikowia znajduje się okwiat, a wewnątrz słupkowie.
Kwiaty okółkowe, zawierające jeden okółek pręcików nazywane są haplostemon. Często występują dwa okółki, które nazywane są diplostemon jeżeli zewnętrzny okółek jest międzyległy do wewnętrznego lub obdiplostemon jeśli jest mu nadległy (np. u gruboszowatych i goździkowatych). Pręciki zależnie od umieszczenia nadległego płatkom korony nazywane są epipetala, a nadległe działkom kielicha episepala. Pręcikowie o ustawieniu spiralnym składa się zwykle ze zmiennej liczby pręcików.